# Janko Držečnik
Janko Držečnik, slovenski zdravnik kirurg, * 23. avgust 1913, Zgornja Orlica, † 22. oktober 2001, Maribor.
Rodil se je v Orlici na Pohorju, njegov starejši brat je bil poznejši škof Maksimilijan Držečnik. Oče mu je bil kmet Lukež, mati mu je bila kmetica Roza (rojena Ozvald). Diplomiral je leta 1939 na zagrebški Medicinski fakulteti in končal kirurško specializacijo 1948 v Ljubljani. Iz torokalne kirurgije se je strokovno izpopolnjeval v Düsseldorfu, Londonu, Parizu, Stockholmu in Zagrebu. V mariborski splošni bolnišnici je bil od 1954 vodja oddelka za torakalno kirurgijo, od 1965 predstojnik kirurškega oddelka in od 1974 vodja TOZD-a kirurških oddelkov ter od 1978 do upokojitve 1984 njihov strokovni vodja. V torakalni in splošni kirurgiji je uvajal in razvijal nove operativne metode. Sodeloval je pri razvijanju slovenske terminologije in pri 2. izdaji Černičevega Slovenskega zdravstvenega besednjaka (COBISS)